# روابط اقتصادی آلمان نازی و شوروی
دو سال پس از به قدرت رسیدن نازی‌ها در آلمان، آدولف هیتلر برنامه نگاه به شرق خود را آغاز ساخت. وی در مهم‌ترین گام چند سال بعد قراردادی با اتحاد جماهیر شوروی منعقد کرد که به موجب آن توافق تجاری، شوروی مواد خام مورد نیاز آلمان را در ازای فناوری، ماشین آلات صنعتی و تسلیحات جنگی تأمین می‌کرد. پس از این قراردادهای تجاری توافق‌نامه‌ای به نام بسته مولوتف - ریبنتروپ* (به نام وزیران خارجه آلمان نازی و شوروی) بین دو کشور منعقد شد که به موجب آن دو کشور مناطق تحت نفوذ خود را در شرق اروپا به رسمیت می‌شناختند.

## جنگ جهانی اول و انقلاب روسیه
آلمان فاقد منابع طبیعی به خصوص در صنایع فلزات است و به همین دلیل از اواخر قرن نوزدهم واردات مواد خام مورد نیاز خود را به‌طور پیوسته از روسیه آغاز کرد. قبل از جنگ جهانی اول آلمان سالانه معادل ۱٫۵ میلیارد مارک مواد خام اولیه خود را از روسیه وارد می‌کرد. با این حال اقتصاد دو کشور قابل مقایسه با هم نبود، آلمان در حالی که فاقد مواد خام اولیه بود دومین کشور بزرگ صنعتی جهان به‌شمار می‌رفت و این در حالی بود که روسیه فاقد نیروی کار متخصص و صنعت پیشرفته بود. صادرات روسیه به آلمان در طول جنگ جهانی اول و پس از آن به شدت سقوط کرد علاوه بر آن پس از انقلاب روسیه در سال ۱۹۱۷ دولت کمونیست تمام صنایع سنگین، بانکداری، راه‌آهن و سایر صنایع را ملی اعلام کرد. در سوی دیگر آلمان پس از جنگ در بحرانی بسیار عمیق فرورفته بود و با سیاست‌های جدید اقتصادی جمهوری وایمار حتی صنایع بسیار کوچک کشاورزی هم رونق خوبی نداشتند. در سال ۱۹۲۷ روابط تجاری آلمان نوین و دولت نوپای کمونیستی شوروی از سر گرفته شد و در بهترین حالت دو کشور توانستند سطح همکاری‌های تجاری خود را تا ۴۳۳ میلیون مارک بهبود ببخشند.

## پس از ۱۹۳۰
در اوایل سال ۱۹۳۰ تجارت بین دو کشور رو به سقوط بود و سیاست‌های انزوا طلبی استالین و همچنین معاهده ورسای چشم‌انداز خوبی برای تجارت دو کشور دیده نمی‌شد. اگر چه میزان تولیدات صنعتی شوروی به مقدار قابل توجهی افزایش پیدا کرد اما صادرات این کشور به آلمان نازی به حدود ۲۳۳ میلیون مارک سقوط کرد.

### سردی روابط

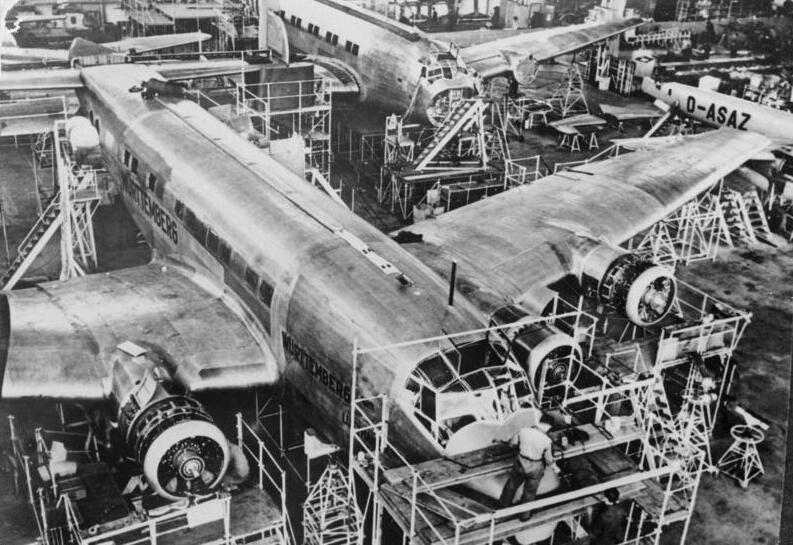
کارخانه آلمانی ساخت هواپیمای بمب افکن

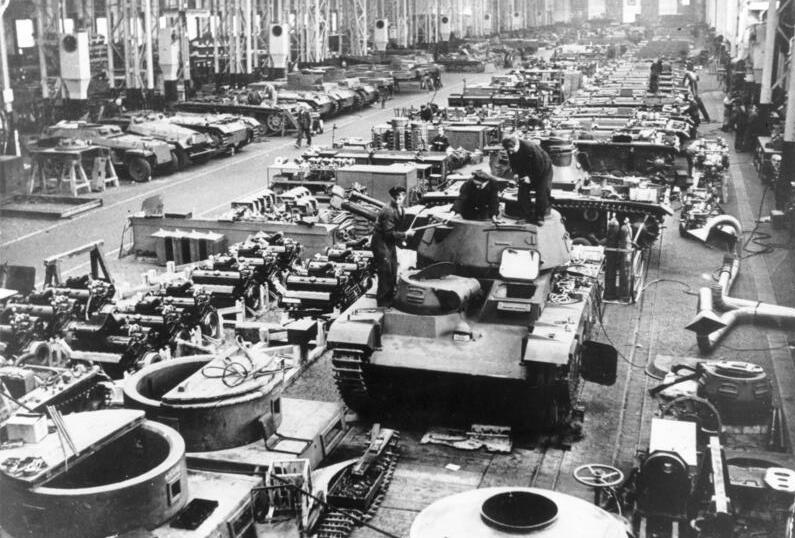
کارخانه ساخت تانک، آلمان

پس از به قدرت رسیدن حزب ملی کارگران سوسیالیست آلمان، آدولف هیتلر رئیس حزب اعلام کرد تا زمانی که یهودیان بر چهارچوب‌های اقتصادی شوروی و آمریکا حاکم باشند نمی‌توان امیدوار بود روابط اقتصادی سودمندی با آن کشورها داشت. آدولف هیتلر اعلام کرد که با هیچ حکومت کمونیستی و مارکسیستی و همچنین ایالات متحده به عنوان بزرگ‌ترین کشور سرمایه‌داری روابط تجاری برقرار نخواهد کرد مگر آنکه آن کشورها در رفتارهای خود تجدید نظر کنند.
پس از به قدرت رسیدن آدولف هیتلر رشد اقتصاد آلمان بین سال‌های ۱۹۳۳ تا ۱۹۳۸ بیش از ۷۰ درصد بود و این در حالی بود که رشد اقتصاد شوروی بین ۱۹۲۸ تا ۱۹۳۸ تقریباً با شیبی بسیار کند در حال پیشرفت بود. با این حال رشد آلمان هم در سال‌های پایانی کند شده بود و این به دلیل سیستم سوسیالیستی حاکم بر هر دو کشور بود که دولت به واسطه اجرای این سیستم صنایع مولد و سنگین را به صورت مستقیم اداره می‌کرد.
در طول دهه ۱۹۳۰ روسها تلاش بسیاری برای برقراری ارتباط تجاری و اقتصادی با آلمان نازی کردند. نیت اصلی روس‌ها در واقع باز پس دهی بدهی‌های خود به آلمان بود. استالین شخصاً مخالفتی برای برقراری ارتباط با دولت هیتلر نداشت، هیتلر موفق شده بود رکود بزرگ اقتصادی آلمان را نه تنها مهار کند بلکه رشد اقتصادی را نیز برای آلمان به ارمغان بیاورد در این میان سازمان جاسوسی شوروی بیشترین مخالفت را با افزایش ارتباط با آلمان داشت.
در سال ۱۹۳۶ آلمان نازی و ایتالیا به بهانه کمک به دولت وقت اسپانیا به جنگ‌های داخلی اسپانیا وارد شدند اما روس‌ها بیشتر ترجیح می‌دادند از اپوزیسیون جمهوری سوسیالیستی که تمایلاتی به شوروی داشت حمایت کنند. پس از پیروزی در اسپانیا، آلمان و ژاپن قراردادی مبنی بر پیمان ضد کمونیسم* منعقد کردند که یک سال بعد ایتالیا هم به جمع آن‌ها پیوست. این قرارداد و همچنین موضع‌گیری در اسپانیا از جمله مواردی است که بر روی روابط تجاری و اقتصادی بین دو کشور (آلمان و شوروی) تأثیرگذار بود.
در آن سال‌ها آلمان نازی با بحران مواد اولیه مواجه شد سیاست‌های جدید وزیر اقتصاد هیتلر، هیالمار شاخت تحولی در اقتصاد آلمان به وجود آورده بود و این رشد برق آسای اقتصاد وابسته به ادامه تولید صنعت بود و ادامه تولید صنعت به مواد اولیه نیاز داشت یکی از طرح‌های هیتلر طرح دفاع مبتنی بر اقتصاد بود. صنعتی شدن دو کشور آلمان و شوروی باعث گسترش بدهی‌های این دو کشور شده بود اما آلمان توانست با عرضه اوراق قرضه ۱۵٪ از بدهی‌های خود را پرداخت کند. یکی دیگر از مواردی که بر روی عملکرد شوروی تأثیر بسیاری داشت پاک سازی آنچه توطئه فاشیستی می‌خواند بود که در این پاک سازی تنها ۳۴٫۰۰۰ مأمور تیرباران شدند. این پاک سازی دولت شوروی را ملزم به بر قراری ارتباط بهتر با همسایگان و قدرت‌های منطقه‌ای می‌کرد چون در هر صورت ارتش این کشور تقریباً خالی از افسران کار آمد شده بود.
در اواسط ۱۹۳۸ شوروی در تصمیم‌گیری‌های کلان خود به این نتیجه رسید که آشتی اقتصادی با آلمان کمک بسیاری در پیشرفت اقتصاد این کشور می‌کند اما هیتلر همچنان دربارهٔ شوروی تردید داشت. صادرات آلمان به شوروی در سال ۱۹۳۷ به ۴۷٫۴ میلیون مارک رسیده بود یعنی یک پنجم از صادرات سال ۱۹۳۴. با توجه به موانع بسیاری که بر سر راه تجارت دو کشور بود آلمان همچنان دو سوم ماشین آلات و صنایع سنگین شوروی را تأمین می‌کرد و در عوض شوروی همچنان سومین صادر کننده مواد خام اولیه و نفت به آلمان بود. حتی بین سال‌های ۱۹۳۳ تا ۱۹۳۷ آلمان ۵۳ درصد از واردات مواد خام خود را از شوروی تأمین می‌کرد.

## برنامه‌های صنعتی
هر دو کشور آلمان نازی و اتحاد جماهیر شوروی در برنامه‌های چهار تا پنج ساله در تلاش بودند تا صنایع و تأسیسات نظامی، کارخانه‌ها، کانالها، جاده‌ها و هر آنچه به صنعت و تجارت مربوط می‌شد را بهبود بدهند. شوروی از بازار بزرگ درون کشوری برخوردار بود و می‌توانست صنایع تولید شده خود را به فروش برساند اما آلمان برای درآمدزایی و فروش محصولات خود به بازارهای خارجی وابسته بود در عوض رشد آلمان نسبت به شوروی بهتر بود چون شوروی از سوء مدیریت رنج می‌برد و همین امر باعث وارد آمدن ضررهای بسیاری به تجارت این کشور می‌شد.
در ماه مارس ۱۹۳۹ شوروی اعلام کرد که در ادامه برنامه‌های چند ساله اش قصد دارد تمرکز خود را بر ساخت و توسعه صنایع فولاد متمرکز سازد و کنترل این طرح را به یک بانک داخلی واگذار کرد البته هدف از این کار بیشتر جلوگیری از بازار سیاه بود اما همچنان نقاطی از دید دولت پنهان بود و بازار سیاه همچنان وجود داشت. هیتلر در عوض در طرحی چهار ساله خواستار رشد گسترده کشور در برخی زمینه‌ها شد. طرح هیتلر از شش بخش اصلی تشکیل می‌شد:
- تولید [به دست آوردن] مواد خام
- توزیع مناسب مواد خام اولیه
- کشاورزی هدف مند
- کار بیشتر و هدفمند
- کنترل قیمت
- بهبود داد و ستد خارجی

البته روند اجرایی این طرح کند پیش می‌رفت و دلیل آن سرمایه‌گذاری عظیم در ترمیم صنایع دفاعی آلمان بود و بیشتر مواد خام اولیه صرف بازسای کارخانه‌های آلمان می‌شد. حتی دولت آلمان آن قدر نسبت به برنامه‌های اقتصادی خود حساس و پی گیر بود که برای جرم کارشکنی و خرابکاری اقتصادی مجازات اعدام را در نظر گرفته بود.

## رشد صنعت نظامی شوروی و آلمان

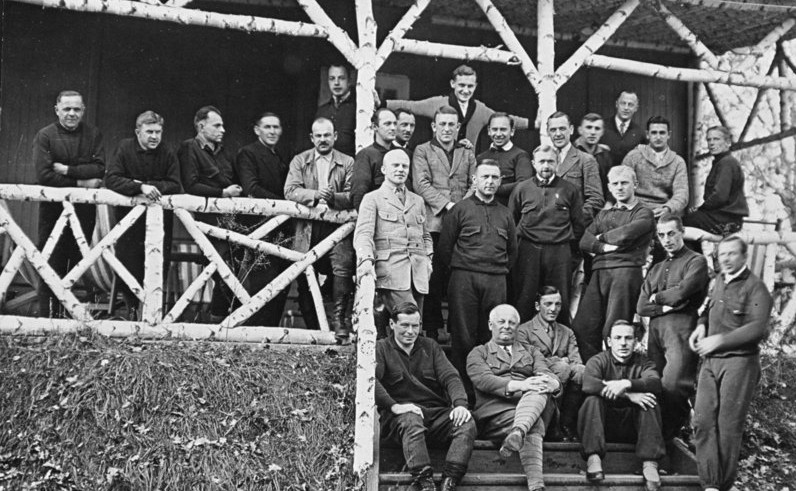
تیم آلمانی اعزام شده به شوروی برای ساخت کارخانه بمب شیمیایی

آلمان و شوروی طی توافقنامه‌ای که به توافقنامهٔ مونیخ نام گذاری شد فاز جدیدی از همکاری‌های خود را آغاز کردند. هر دو کشور در راستای تقویت نیروی نظامی خود گام برمی‌داشتند و شوروی به شدت به صنایع نظامی آلمان نیاز داشت. ارسال تکنولوژی ساخت بمب‌های شیمیایی، ساخت بمب افکن، ساخت تانک‌های پیشرفته همگی تکنولوژی‌های ارسالی آلمان نازی بر اساس توافقنامه مونیخ بود. در این مرحله روابط دو کشور بسیار بهتر از قبل پیگیری می‌شد، آلمان مراکز ساخت تانک و سلاح در خاک شوروی ایجاد کرد و نیروهای شوروی برای آموزش نظامی به آموزشگاه‌های نظامی آلمان می‌آمدند. پس از مدتی هیتلر این همکاری‌های نظامی را آشکار ساخت و دستور ساخت سریع کشتی‌های پیشرفته نظامی را صادر کرد و در تاریخ ۱۶ مارس ۱۹۳۵ دستوری مبنی بر تقویت نیروهای سرویس جاسوسی آلمان به نیم میلیون نفر را صادر کرد که با اعتراضات فرانسه و انگلیس همراه بود.
هزینه ساخت سلاح در آلمان به شدت رو به رشد بود تا سال ۱۹۳۹ ۲۰ در صد از تمام کارگران صنعتی آلمان در صنایع نظامی به کار گرفته می‌شدند و این در حالی بود که در انگلیس تنها ۱۳ درصد از کارگران در این صنایع به کار گرفته می‌شدند همچنین هزینه‌های ساخت تسلیحات آلمان از مقدار ۲ درصد از تولید ناخالص ملی به بیش از ۲۳ درصد افزایش یافت.
استالین نیز صنایع خود را در جهت ساخت تسلیحات به حرکت درآورد وی پیش‌بینی کرده بود که احتمالاً جنگی عظیم بین انگلستان و آمریکا آغاز خواهد شد و احتمالاً دامنه این جنگ به کشورش نیز خواهد رسید بنابراین آلمان بهترین گزینه برای وارد کردن تکنولوژی بود. اگر چه در دهه ۱۹۳۰ تورم بسیار سنگینی اقتصاد شوروی را فرا گرفته بود اما استالین بیشترین بودجه را به ساخت تسلیحات اختصاص داده بود. استالین در مقایسه تسلیحات خود با نبرد اسپانیا به این نتیجه رسید که نیروی هوایی و نیروی دریایی شوروی نسبت به همتایان خود بسیار ضعیف است بنابراین تا سال ۱۹۳۷ ۱۷ درصد از تولید ناخالص ملی را به ساخت و تجهیز صنایع نظامی اختصاص داد. همچنین پرسنل نظامی خود را از ۵۶۲٫۰۰۰ نفر در سال ۱۹۳۱ به ۱٫۵ میلیون نفر در سال ۱۹۳۸ افزایش داد. اما شبکه حمل و نقل شوروی بسار ضعیف بود و جابجایی این حجم از نیرو در این شبکه بسیار ضعیف بود.

## آلمان بدون فلز
آلمان فاقد مواد اولیه خام است اما نکته بسیار مهم در این خصوص عدم دسترسی آلمان به فلزاتی مهم مانند سنگ معدن کروم که تقریباً ۱۰۰٪ وارداتی بود یا فلزاتی دیگر مانند تنگستن، نیکل، مولیبدن و منگنز که همگی در صنایع ساخت سلاح و هواپیما سازی کاربردهای بسیاری داشتند. از طرفی عمده‌ترین صادر کننده این مواد خام عبارت بودند از آمریکا، شوروی و انگلستان که البته انگلستان از معادن آفریقای جنوبی به این مواد دسترسی پیدا کرده بود. دولت آدولف هیتلر توسط متفقین پس از جنگ جهانی اول در خصوص مواد خام اولیه کلیدی و برخی تکنولوژی‌ها تحریم شده بود و هیتلر نیز راهی به جز نزدیکی به دولت شوروی یا کشورهای شرق اروپا نمی‌دید. البته شوروی هم در تأمین برخی مواد اولیه خود دچار مشکل بود برای مثال فلز مولیبدن را از چین و کروم را از ترکیه برای ساخت و ساز در خطوط راه‌آهن وارد می‌کرد. این در حالی بود که شوروی به دلیل کند بودن در صنایع معدن نمی‌توانست به خوبی از منابع خود بهره‌برداری کند، شوروی بزرگ‌ترین معادن منگنز و دومین معادن کروم و پلاتین و سومین تولیدکننده نفت خام جهان بود.
مشکل دیگر پیش روی دولت آلمان کمبود لاستیک بود. لاستیک و صنایع لاستیک سازی نقش بسیاری در ساخت تجهیزات و کارخانجات داشت و آلمان به سختی می‌توانست از طریق بازار جهانی نیازهای خود را برطرف کند. اما کشورهایی مانند انگلستان با ایجاد کارخانه‌هایی در هند و مالزی به دور از دسترسی رقیبان اروپایی خود لاستیک سازی را ادامه می‌دادند. اما در عوض آلمان نسبت به شوروی در صنایع غذایی وضعیتی بسیار بهتر داشت. آلمان توانسته بود واردات بیش از ۳۵٪ در سال ۱۹۲۷ را تا سال ۱۹۳۹ به کمتر از ۱۳ ٪ برساند و این در حالی بود که شوروی در حوزه غلات بسیار ضعیف بود و عمده مصرف سالیانه خود را از طریق واردات تأمین می‌کرد.

## ۱۹۳۹

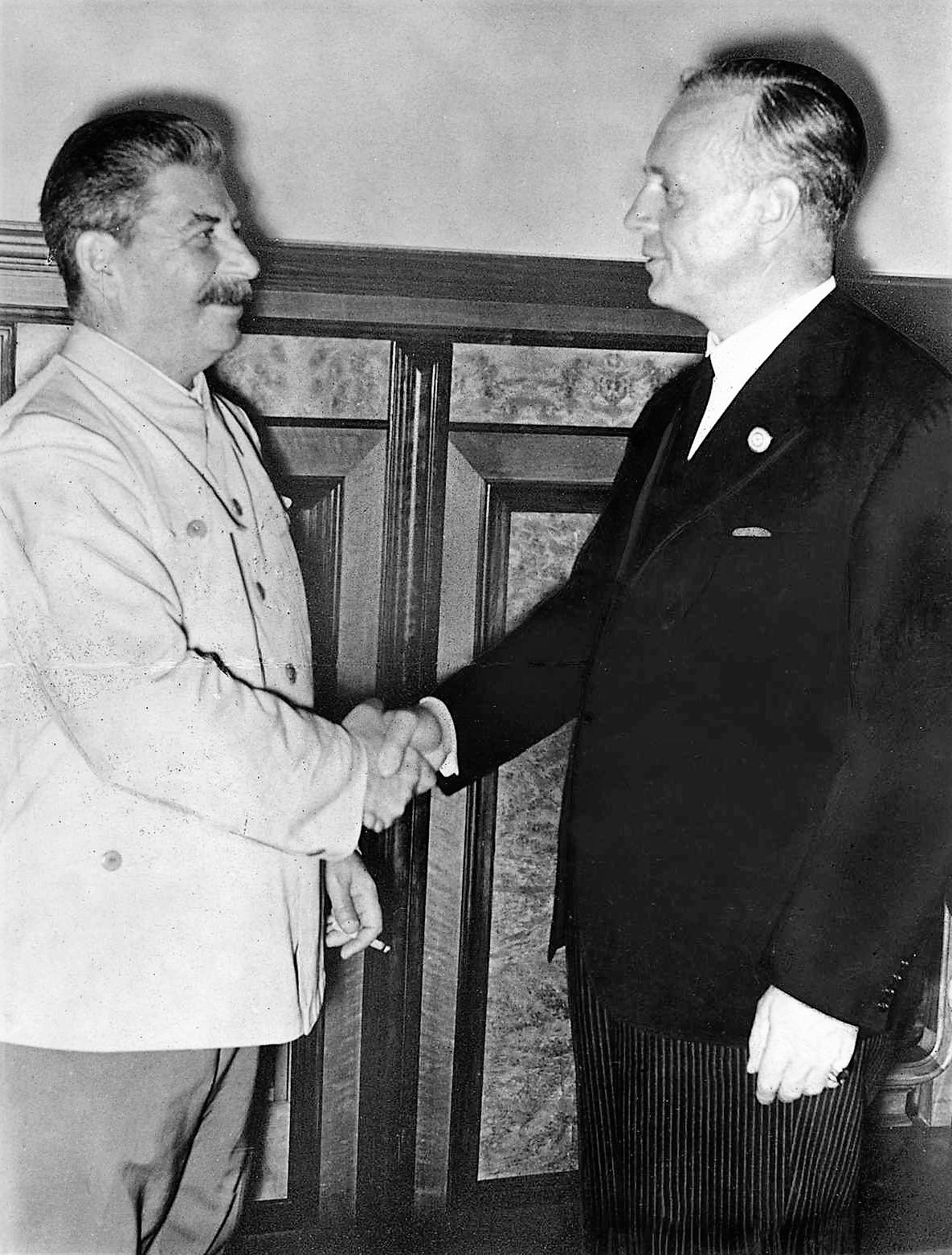
استالین و وزیرخارجه آلمان نازی در کرملین

روس‌ها که تا سال ۱۹۳۸ مدام از پتانسیل بالای روابط با آلمان صحبت می‌کردند در بهار و تابستان سال ۱۹۳۹ مذاکرات گسترده‌ای با فرانسه و انگلستان آغاز کردند که این مذاکرات در چهارچوب‌های سیاسی و نظامی نیز بود. اما دولت هیتلر برای تأمین مواد خام اولیه خود از شوروی مجبور بود در خصوص این مذاکرات سکوت کند. روس‌ها مدام با بیان اینکه دولت‌های سوسیالیستی ما باید با اتحاد در مقابل سرمایه داران غربی ایستادگی کنند، مدام بر این نکته اشاره می‌کردند که نه ما نه آلمان هیچ وجه مشترکی با نظامی سرمایه‌داری غرب نداریم. روس‌ها همچنین بسیار بر این نکته تأکید می‌کردند که آلمان باید در خصوص حوزه سیاست هم دید خود را به بلشویک‌ها تغییر دهد.

### پیمان نامه

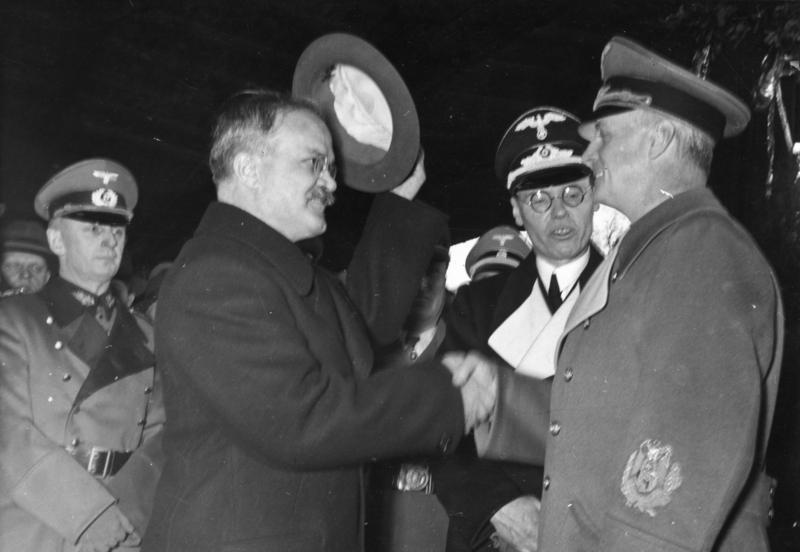
دیدار مولوتف و ریبنتروپ برای نهایی کردن پیمان نامه

در تاریخ ۱۹ اوت ۱۹۳۹ توافقنامه‌ای مابین شوروی و آلمان نازی منعقد شده که بوسیله آن آلمان در ازای مواد خام تجهزات و تکنولوژی‌های نظامی در اختیار شوروی قرار می‌داد. ارزش این قرارداد تقریباً ۲۰۰ میلیون دلار ارزیابی شد. شوروی متعهد شد تا ۱۸۰ میلیون مارک مواد خام به آلمان تحویل دهد و آلمان نیز تعهد داد تا به ارزش ۱۲۰ میلیون مارک به شوروی تجهزات و کارخانه ارسال کند. مقامات وزارت امور خارجه آلمان پیش‌بینی می‌کردند این قرارداد تا سقف ۱ میلیارد مارک نیز رشد کند. این قراردادها گام‌های بسیار مؤثری در شکل‌دهی مجدد روابط سیاسی دو کشور نیز به‌شمار می‌رفت. وزیر امور خارجه شوروی ویاچسلاو مولوتف در ابراز نظری در خصوص این قرار داد این چنین گفت:
این یکی از بهترین پیمان نامه‌های ما [شوروی] در چند سال گذشته‌است حتی بسیار بهتر از پیمان نامه‌های قبلی، ما هرگز موفق به رسیدن به چنین توافقنامه مطلوبی با انگلستان، فرانسه با هیچ کشور دیگری نشده بودیم.
در اوایل صبح ۲۴ اوت ۱۹۳۹ توافق‌نامه سیاسی، نظامی همراه با توافقنامه تجاری معروف به پیمان مولوتف - ریبنتروپ (وزیران خارجه آلمان نازی و شوروی) به امضای دو طرف رسید که به موجب این قرار داد دو کشور تعهد دادند که علیه دیگری اقدام نظامی انجام ندهند و همچنین تعهدات اقتصادی خود را نیز در قبال طرف مقابل به نحو بسیار خوب انجام دهند؛ در واقع این روی آشکار پیمان بود و روی پنهان این قراداد دو کشور حوزه نفوذ خود را در شرق اروپا مشخص کردند. انگلستان تلاش‌های بسیاری برای مختل کردن این مذاکرات انجام داد که همگی به شکست انجامید. از طرف دیگر انگلستان شروع به تحریک سرمایه داران انگلیسی و غرب در خصوص این پیمان سوسیالیستی کرد.